# Ecklingerode
Ecklingerode là một đô thị thuộc huyện Eichsfeld nước Đức. Đô thị này có diện tích 8,1 km², dân số thời điểm 31 tháng 12 năm 2006 là 815 người.